# Punk yougoslave
Le punk yougoslave désigne la culture et le mouvement punk rock en Yougoslavie. Les scènes punk les plus développés de la fédération sont localisées en Slovénie, dans les villes côtières croates,  à Vojvodina et à Belgrade. Le groupe incluent notamment Pankrti, Paraf, Pekinška patka, KUD Idijoti, Niet, Patareni et KBO!.

## Histoire
Les groupes punk yougoslaves sont les tout premiers du genre jamais formés dans un État socialiste. L'un des premiers à s'être formé s'appelle Pankrti, originaire de Ljubljana, en 1977, et Paraf de Rijeka, formé en 1976 ou 1977. Les scènes slovènes et croates sont incluses dans la compilation Novi Punk Val, compilée par Igor Vidmar, qui comprend Pankrti, Paraf, Buldogi, Termiti, Berlinski Zid, Grupa 92, et Prljavo kazalište à ses débuts.

## Films associés
- Dečko koji obećava[3]
- Sretno dijete
- Outsider
- Bilo jednom...
- Pejzaži u magli[4]
- Kako je propao Rocknroll[5]